# Język kawi

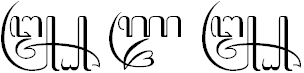
Pismo jawajskie

Język kawi (z sanskrytu: kavi „poeta”) – dawny klasyczny język jawajski, używany od VIII do XIII w. na indonezyjskich wyspach Jawa, Bali i Lombok. Język bogatej literatury, z silnymi wpływami słownictwa sanskryckiego i starożytnej kultury indyjskiej. Język kawi wytworzył w X wieku własne pismo, wywodzące się z pisma pallawa, jednego z południowo-indyjskich alfabetów. Jako materiału do pisania używano liści palmowych. Na podstawie pisma kawi w XVII wieku powstał alfabet jawajski oraz jego odmiana, alfabet balijski.
Obecnie język kawi jest prawie martwy (wyszedł z codziennego użycia), lecz w pewnym stopniu funkcjonuje na Bali i Lombok jako język literacki. Formę mówioną stosuje się nadal w różnych formach tradycyjnych przedstawień teatralnych, jak wayang golek, wayang wong i wayang kulit oraz podczas obrzędów weselnych.